# التهاب اللوزتين

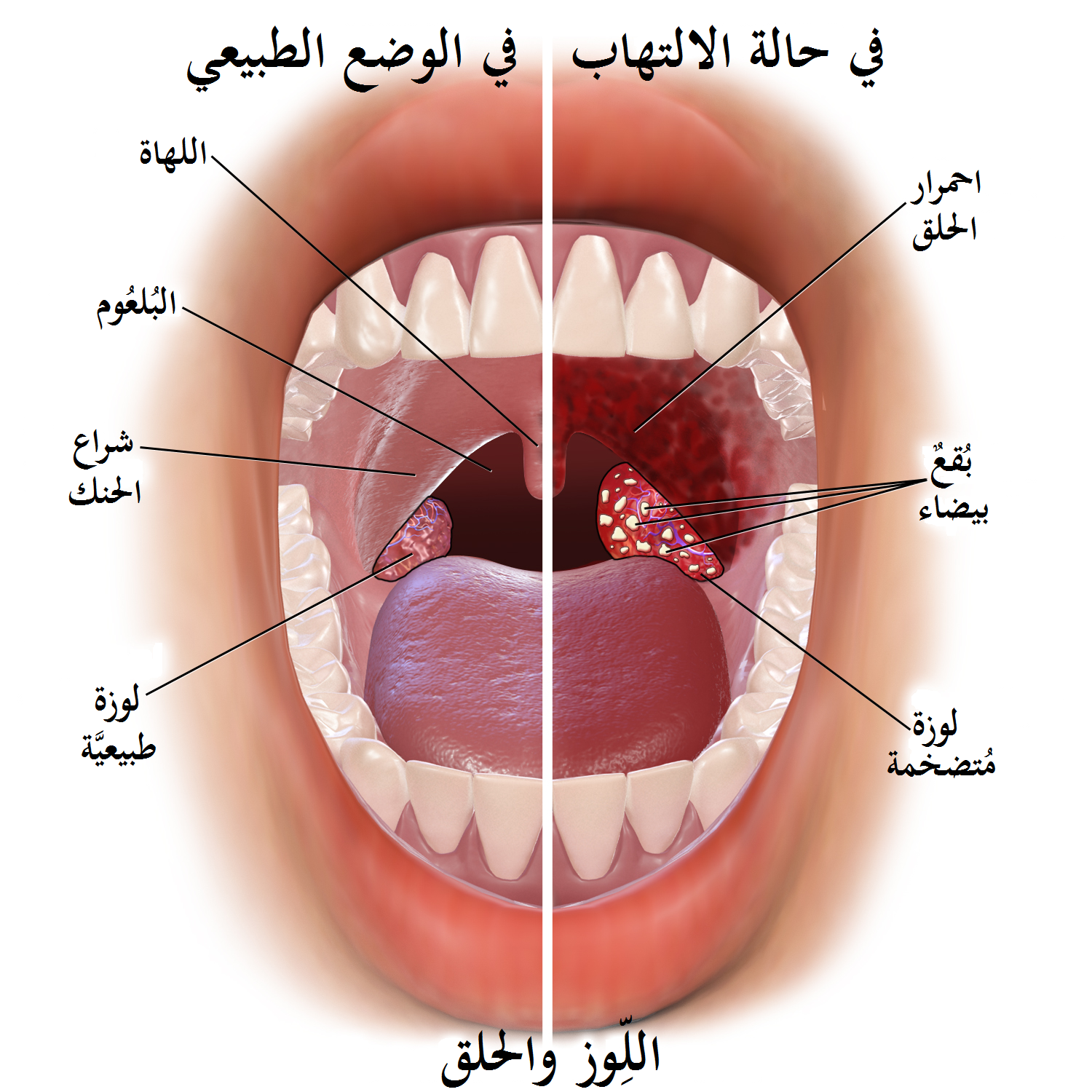
رسم بياني يقارن بين اللوزتين الطبيعية على اليسار و التهاب اللوزتين على اليمين

التهاب اللوزتين  (بالإنكليزية: tonsillitis) هو التهاب يصيب اللوزتين ينتج غالبًا عن عدوى فيروسية، لكنه قد يكون أيضًا بكتيريًا، كما هو الحال في التهاب الحلق العقدي الناجم عن المكورات العقدية المجموعة A. تشمل الأعراض الشائعة التهاب الحلق، صعوبة البلع، الحمى، وتضخم العقد اللمفاوية في الرقبة. في بعض الحالات، قد تصاحب الالتهاب مضاعفات مثل الخراج حول اللوزتين، التهاب الأذن الوسطى، أو التهاب الجيوب الأنفية أو أمراض مناعية أخرى مثل  الحمة الروماتيزمية ، مرض القلب الروماتيزمي والتهاب الكلى الحاد.
يتم التشخيص عادةً من خلال الفحص السريري، وقد تُستخدم مسحة الحلق أو الاختبار السريع للكشف عن البكتيريا العقدية في بعض الحالات. يعتمد العلاج على تخفيف الأعراض، حيث يُستخدم الباراسيتامول أو الإيبوبروفين لتسكين الألم، بينما تُوصَف المضادات الحيوية في الحالات البكتيرية المؤكدة. في الحالات المتكررة أو الشديدة، قد يُوصَى بإجراء استئصال اللوزتين. يعتبر التهاب اللوزتين مرضًا شائعًا، خاصة بين الأطفال، وعادةً ما يكون ذو مسار حميد مع تعافٍ تلقائي خلال أسبوع واحد في معظم الحالات.

## الأسباب
يحدث التهاب اللوزتين بسبب الاصابة بفيروس أو بكتيريا التي تنتقل بسهولة من شخص إلى آخر عبر الرذاذ التنفسي عندما يعطس أو يسعل شخص مصاب. لذا، يعتبر التفاعل القريب مع شخص مصاب أحد الأسباب الرئيسية للعدوى.
1. العدوى الفيروسية
العدوى الفيروسية هي السبب الأكثر شيوعًا لالتهاب اللوزتين. وتشمل الفيروسات المسؤولة عن هذه العدوى:
- فيروسات الأنفلونزا: قد تسبب التهاب اللوزتين المصاحب لأعراض البرد والأنفلونزا.[7]

- فيروس Epstein-Barr (المسبب لمرض كثرة الوحيدات): قد يسبب التهاب اللوزتين الحاد مع تضخم الغدد اللمفاوية في الرقبة.

- فيروسات تنفسية أخرى: مثل الفيروسات التاجية والفيروسات التنفسية الأخرى التي قد تؤدي إلى التهاب اللوزتين كأعراض مصاحبة.

2. العدوى البكتيرية
على الرغم من أن العدوى الفيروسية أكثر شيوعًا، إلا أن التهاب اللوزتين يمكن أن ينجم أيضًا عن عدوى بكتيرية. من أهم البكتيريا المسؤولة عن التهاب اللوزتين:
المكورات العقدية من المجموعة A (Streptococcus pyogenes): هي السبب الأكثر شيوعًا لالتهاب اللوزتين البكتيري. تعرف هذه العدوى باسم "التهاب الحلق العقدي" ، ويمكن أن تتسبب في التهاب اللوزتين الحاد المصحوب بحمى وألم شديد في الحلق.
البكتيريا الأخرى: في حالات نادرة، قد تتسبب بكتيريا مثل المكورات الرئوية والهيموفيلاس أو حتى النيسيريا السيلانية في التهاب اللوزتين، لكن هذه الحالات أقل شيوعًا.

## الأعراض
عادةً ما يعاني المصابون بالتهاب اللوزتين من التهاب الحلق، وألم أثناء البلع، والتوعك العام، والحمى. تظهر اللوزتان و الجزء الخلفي من الحلق مُحمر اللون ، وأحيانًا تكون اللوزتين مغطاتان بإفرازات بيضاء. كما قد يعاني البعض من تورم مؤلم في العقد اللمفاوية العنقية.
تسبب العديد من العدوى الفيروسية التي تؤدي إلى التهاب اللوزتين أعراضًا أخرى مثل السعال، وسيلان الأنف، وبحة الصوت، أو تقرحات في الفم أو الحلق. يمكن أن يؤدي داء كثرة الوحيدات العدائية إلى تورم اللوزتين مع بقع حمراء أو إفرازات بيضاء قد تمتد إلى اللسان، ويرافق ذلك حمى، والتهاب الحلق، وتضخم العقد اللمفاوية العنقية، وتضخم الكبد والطحال.
تظهر حصوات اللوزتين لدى ما يصل إلى 10% من الأشخاص، وغالبًا ما ترتبط بتكرار نوبات التهاب اللوزتين.

## المضاعفات

### خراجات[10]
- خراج بالقرب من اللوزتين.
- خراج في الأنسجة العميقة المجاورة للبلعوم.
- خراج في المنطقة الواقعة خلف البلعوم.

### التهاب
- التهاب الأذن الوسطى.
- التهاب الجيوب الأنفية.
- تضخم العقد الليمفاوية في الرقبة.
- التهاب عظم النتوء الحلمي خلف الأذن.

### الحمى الروماتيزمية
الحمى الروماتيزمية هي مضاعفة التهابية مناعية خطيرة تحدث بعد التهاب اللوزتين المتكر بعدوى بكتيريا المكورات العقدية المجموعة A.
تصيب القلب، المفاصل، والجهاز العصبي المركزي، وتحدث بعد 2 إلى 4 أسابيع من الإصابة غير المعالجة بعدوى المكورات العقدية المجموعة A المسببة لالتهاب اللوزتين .
لم تُفهم آليات الإمراضية التي تؤدي إلى الحمى الروماتيزمية بشكل كامل، ولكن يُعتقد أن التشابه الجزيئي بين بروتين M الموجود في البكتيريا وبروتين الميوسين الموجود في القلب يلعب دورًا رئيسيًا في حدوث المرض. بسبب التشابه البنيوي بين هذين البروتينين، فإن الأجسام المضادة والخلايا التائية التي يتم تنشيطها لمهاجمة البروتينات العقدية تتفاعل أيضًا مع البروتينات البشرية في القلب والمفاصل وأماكن مسؤولة عن تنظيم الحركة في الدماغ، مما يؤدي إلى إصابة الأنسجة والتهابها.
وتشمل الحمة الروماتيزمية الأتي :
1. روماتيزم القلب:
تعتبر أخطر المضاعفات حيث تؤثر الحمى الروماتيزمية على صمامات القلب، مما قد يؤدي إلى:
التهاب شغاف القلب، الذي يسبب تندب الصمامات (خاصة الصمام التاجي والأبهري).
تضيق الصمامات أو قصورها، مما يعيق تدفق الدم بشكل طبيعي ويؤدي إلى فشل القلب الاحتقاني مع مرور الوقت وتعتبر سبب شائع لعمليات زراعة استبدال الصمامات.
2. المضاعفات المفصلية:
التهاب المفاصل الروماتيزمي الحاد، والذي يسبب ألمًا وتورمًا واحمرار في المفاصل الكبيرة مثل الركبتين، الكاحلين، المرفقين، والمعصمين.
يتميز بأنه ألم متنقل، حيث ينتقل الالتهاب من مفصل إلى آخر. غالبًا ما يكون مؤقتًا لكنه قد يترك تلفًا دائمًا في الحالات الشديدة.
3. اضطرابات الجهاز العصبي:
- متلازمة الرقص سيدينهام (Sydenham’s Chorea)،[14] وهي حركات غير إرادية تصيب الأطراف، والجذع نتيجة تأثر العقد القاعدية في الدماغ.

- أعراض نفسية عصبية (مثل: الضحك أو البكاء غير المناسب، التهيج، القلق، اللامبالاة، والسلوك القهري الوسواسي).[14]

4. مضاعفات جلدية
- الحمامى الهامشية (Erythema Marginatum):[15] طفح جلدي وردي اللون يظهر على الجذع والأطراف لكنه غير مؤلم أو حاك.[15]

- العقيدات تحت الجلد (Subcutaneous Nodules): وهي كتل صلبة وغير مؤلمة تظهر فوق المفاصل أو على الأوتار.

### التهاب الكلى الحاد
هي أحد المضاعفات التي قد تنشأ بعد الإصابة بعدوى المكورات العقدية من المجموعة A، وخاصة بعد التهاب اللوزتين أو الحمى القرمزية. يحدث هذا النوع من التهاب الكلى عادة بعد 1-3 أسابيع من الإصابة الأصلية، ويُعتقد أن السبب الرئيسي له هو تفاعل مناعي غير طبيعي نتيجة التعرف الخاطئ للجهاز المناعي على بروتينات العقديات مما يؤدي إلى التهاب الكبيبات الكلوية والتسبب بخلل في وظيفة الكلية وزيادة النفاذية الوعائية داخلها.
الأعراض السريرية
- بول أحمر اللون ( بول دموي ) : ظهور البول بلون الشاي الداكن أو الكولا نتيجة وجود كريات دم حمراء.

- تروم الجسم : تورم في الوجه وخاصة حول العينين، وقد يمتد إلى الأطراف.

- ارتفاع ضغط الدم: نتيجة احتباس السوائل والصوديوم.

- نقص كمية البول: قلة إدرار البول بسبب تأثر وظائف الكلى.

أعراض أخرى: قد تتضمن الصداع، الغثيان، الإرهاق، وضيق التنفس في الحالات الشديدة

## العلاج
تشمل العلاجات التي تساعد في تقليل التهاب اللوزتين:
- المضادات الحيوية.

- الأدوية المسكنة للألم والمخفضة للحمى، مثل الباراسيتامول (أسيتامينوفين) والإيبوبروفين.

- الغرغرة بالماء الدافئ والملح، أو العسل، أو السوائل الدافئة.

- لا توجد علاجات طبية مضادة للفيروسات لعلاج التهاب اللوزتين الفيروسي.

### المضادات الحيوية
إذا كان التهاب اللوزتين ناتجًا عن المكورات العقدية المجموعة A، فإن المضادات الحيوية تكون مفيدة، حيث يُعتبر البنسلين أو الأموكسيسيلين الخيارين الأساسيين. تُعد السيفالوسبورينات والماكروليدات بدائل جيدة للبنسلين في الرعاية الحادة. أما في حالة الحساسية من البنسلين، فيُستخدم ماكروليد مثل الأزيثروميسين أو الإريثروميسين.
إذا فشل علاج البنسلين، فقد يستجيب التهاب اللوزتين البكتيري للعلاج بمضادات فعالة ضد البكتيريا المنتجة لإنزيم بيتا-لاكتاماز، مثل الكليندامايسين أو الأموكسيسيلين-كلافولانات. إذ يمكن للبكتيريا الهوائية واللاهوائية المنتجة لإنزيم بيتا-لاكتاماز، التي تعيش في أنسجة اللوزتين، أن "تحمي" المكورات العقدية المجموعة A من تأثير البنسلين.
لا يوجد فرق كبير في الفعالية بين مجموعات المضادات الحيوية المختلفة في علاج التهاب اللوزتين. يمكن استخدام المضادات الحيوية الوريدية للمرضى الذين يُدخلون إلى المستشفى بسبب عدم قدرتهم على البلع أو ظهور مضاعفات، ويمكن العودة إلى المضادات الحيوية الفموية بمجرد تحسن الحالة سريريًا وقدرتهم على البلع. عادةً ما يستمر العلاج بالمضادات الحيوية من سبعة إلى عشرة أيام.

### مسكنات الألم
يمكن استخدام الباراسيتامول ومضادات الالتهاب غير الستيرويدية (NSAIDs) لتخفيف آلام الحلق لدى الأطفال والبالغين. يُمنع استخدام الكوديين للأطفال دون سن 12 عامًا لعلاج آلام الحلق أو بعد استئصال اللوزتين.
تُعتبر مضادات الالتهاب غير الستيرويدية مثل الإيبوبروفين والمواد الأفيونية مثل الكوديين والترامادول فعالة بنفس القدر في تخفيف الألم، ولكن يجب اتخاذ الاحتياطات اللازمة عند استخدامها، إذ قد تسبب مضادات الالتهاب غير الستيرويدية قرحة هضمية أو تلف الكلى، بينما قد تؤدي المواد الأفيونية إلى تثبيط التنفس لدى الفئات المعرضة للخطر. كما يمكن استخدام غسول الفم المخدر لتخفيف الأعراض.

### العلاج الجراحي
عندما يتكرر التهاب اللوزتين ( خمس نوبات أو أكثر خلال العام) ، أو عندما تتضخم اللوزتان بشكل كبير لدرجة تجعل البلع صعبًا ومؤلمًا، يمكن إجراء استئصال اللوزتين جراحيًا لإزالتهما.
أظهرت تجربة سريرية عشوائية قارنت بين استئصال اللوزتين والعلاج الطبي (بالمضادات الحيوية ومسكنات الألم) لدى البالغين الذين يعانون من التهاب اللوزتين المتكرر، أن استئصال اللوزتين كان أكثر فعالية وأقل تكلفة، حيث أدى إلى تقليل عدد أيام التهاب الحلق.

## مقالات ذات صلة
- اللوزتان
- حصى اللوزتين
- عدوى فنسان